# Unai Nuñez
Unai Nuñez Gestoso (Sestao, Vizcaya, 30 de enero de 1997) es un futbolista español que juega en la demarcación de defensa en el Hellas Verona F. C. de la Serie A de Italia, cedido por el R. C. Celta de Vigo.

## Trayectoria
Unai llegó a la cantera del Athletic Club en 2007, siendo alevín, tras haber pasado tres años en los benjamines del Danok Bat. En 2015 ascendió al segundo filial, el D. C. Basconia, donde jugó 28 partidos y anotó un gol. En 2016 promocionó al Bilbao Athletic, dirigido por José Ángel Ziganda, para jugar en Segunda División B.
En 2017 fue seleccionado por Ziganda para hacer la pretemporada con el primer equipo del Athletic Club junto a Iñigo Córdoba. El 20 de agosto debutó en Primera División, contra el Getafe, en San Mamés. El 30 de octubre se anunció su renovación hasta 2023. El 2 de noviembre, en su debut en Liga Europa ante el Östersunds, fue expulsado en el minuto 89. Finalizó 2017 disputando todos los minutos de los partidos de Liga, a pesar de ser debutante en la categoría. En la primera parte de la temporada, conformó con Aymeric Laporte la pareja de centrales más joven de los 50 primeros equipos del ranking UEFA. El 4 de febrero, en el primer partido tras la marcha de su pareja en la zaga, formó una línea de tres centrales con Iñigo Martínez y Yeray Álvarez frente al Girona FC. El 31 de marzo, en un partido correspondiente a la jornada 30 de Liga, en la que el Athletic Club recibía al R. C. Celta de Vigo, marcó el que fuera el primer gol del partido, siendo éste su primer tanto con la camiseta del Athletic Club en Primera División. Finalizó su primera temporada siendo una de las revelaciones del equipo y, además, fue el jugador con más minutos en Liga de la plantilla repartidos en 33 encuentros.
Sin embargo, tras la marcha de Ziganda, su importancia en el equipo se fue diluyendo convirtiéndose en el tercer central de la plantilla. A pesar de ello, al comienzo de su tercera campaña en el club y tras dos destacadas actuaciones, fue convocado por la selección española. Sin embargo, no consiguió hacerse un hueco en el once y tuvo que esperar a que Garitano empezara a apostar, a partir de diciembre, por una defensa de tres centrales para ser titular. Con ese esquema, el Athletic Club alcanzó la final de Copa tras eliminar al Granada C. F.
Al comienzo de la temporada 2020-21, el jugador realizó unas declaraciones en las que pedía salir como cedido en busca de minutos. Sin embargo, apenas dos meses después renovó su contrato por dos temporadas más. El 18 de diciembre de 2020 anotó el segundo gol del encuentro, en tiempo de descuento, en un triunfo frente a la S. D. Huesca.
El 14 de enero de 2021, ya con Marcelino, fue titular en la semifinal de la Supercopa de España en la que el club rojiblanco derrotó al Real Madrid (2-1). Tres días después, jugó en la prórroga de la final ganada ante el FC Barcelona (3-2), conquistando así su primer título como profesional. El 21 de enero marcó el tanto del triunfo, en el minuto 91, ante la U. D. Ibiza en Can Misses (1-2) en los dieciseisavos de final de la Copa del Rey. En su cuarta temporada en el club volvió a superar la treintena de partidos y fue el sexto jugador con más minutos, en parte, debido a los problemas físicos de Iñigo Martínez y Yeray. En la campaña 2021-22 fue superado por Dani Vivian en la rotación y solo pudo disputar nueve encuentros, la mayoría en la primera mitad de la temporada.
El 20 de julio de 2022 fue cedido al Celta de Vigo, habiendo la posibilidad de extender la cesión un año más, incluyendo una compra obligatoria al término de la segunda temporada de cesión.En su primera campaña en el cuadro vigués fue titular en el centro de la defensa junto a Joseph Aidoo.En su segunda campaña continuó siendo titular, pero con la llegada del técnico Claudio Giráldez perdió su sitio en el once titular. Al finalizar la campaña 2023-24, el club celeste pagó siete millones de euros al Athletic Club por su traspaso, mientras que Nuñez firmó un contrato hasta junio de 2029 con el club olívico. De cara a la temporada 2024-25, fue declarado transferible y se le buscó una salida.
El 28 de agosto de 2024 fue cedido al Athletic Club por una temporada. El 26 de septiembre asistió de cabeza a Aitor Paredes para firmar el tanto del empate, en Liga Europa de la UEFA, frente a la A. S. Roma.

## Selección nacional

### Categorías inferiores
Fue internacional con la selección española sub-21 en trece ocasiones. Su debut se produjo, el 1 de septiembre de 2017, frente a Italia. El 30 de junio de 2019 se proclamó campeón de Europa sub-21 tras derrotar a Alemania (2-1) en la final. A pesar de empezar el torneo como suplente, fue titular en los tres últimos encuentros incluida la final.

### Absoluta
El 22 de mayo de 2018 formó parte de una convocatoria alternativa de la selección española para ayudar en los primeros entrenamientos preparatorios para el Mundial de Rusia 2018.
El 30 de agosto de 2019 fue incluido en la primera lista del nuevo seleccionador, Robert Moreno, para los encuentros ante Rumanía e Islas Feroe. El 8 de septiembre debutó con la selección española, en El Molinón ante Islas Feroe (4-0), tras sustituir a Sergio Ramos en el minuto 84.

### Selección vasca
El 16 de noviembre de 2020, en su debut con la selección de Euskadi, batió con un remate de cabeza a Keylor Navas para dar la victoria a la tricolor frente a Costa Rica (2-1) en el minuto 94.

## Estadísticas

### Clubes
Actualizado al último partido disputado el 19 de octubre de 2024.
| Club                         | Div.          | Temporada     | Liga  | Liga  | Copas nacionales | Copas nacionales | Copas internacionales | Copas internacionales | Total | Total |
| Club                         | Div.          | Temporada     | Part. | Goles | Part.            | Goles            | Part.                 | Goles                 | Part. | Goles |
| ---------------------------- | ------------- | ------------- | ----- | ----- | ---------------- | ---------------- | --------------------- | --------------------- | ----- | ----- |
| C. D. Basconia · España      | 3.ª           | 2015-16       | 28    | 1     | ―                | ―                | ―                     | ―                     | 28    | 1     |
| C. D. Basconia · España      | Total club    | Total club    | 28    | 1     | 0                | 0                | 0                     | 0                     | 28    | 1     |
| Bilbao Athletic · España     | 2.ª B         | 2016-17       | 33    | 3     | ―                | ―                | ―                     | ―                     | 33    | 3     |
| Bilbao Athletic · España     | Total club    | Total club    | 33    | 3     | 0                | 0                | 0                     | 0                     | 33    | 3     |
| Athletic Club · España       | 1.ª           | 2017-18       | 33    | 1     | 0                | 0                | 3                     | 0                     | 36    | 1     |
| Athletic Club · España       | 1.ª           | 2018-19       | 12    | 0     | 2                | 0                | ―                     | ―                     | 14    | 0     |
| Athletic Club · España       | 1.ª           | 2019-20       | 20    | 0     | 6                | 0                | ―                     | ―                     | 26    | 0     |
| Athletic Club · España       | 1.ª           | 2020-21       | 25    | 1     | 6                | 1                | ―                     | ―                     | 31    | 2     |
| Athletic Club · España       | 1.ª           | 2021-22       | 9     | 0     | 0                | 0                | ―                     | ―                     | 9     | 0     |
| R. C. Celta de Vigo · España | 1.ª           | 2022-23       | 36    | 0     | 3                | 0                | ―                     | ―                     | 39    | 0     |
| R. C. Celta de Vigo · España | 1.ª           | 2023-24       | 34    | 1     | 3                | 0                | ―                     | ―                     | 37    | 1     |
| R. C. Celta de Vigo · España | Total club    | Total club    | 70    | 1     | 6                | 0                | 0                     | 0                     | 76    | 1     |
| Athletic Club · España       | 1.ª           | 2024-25       | 10    | 0     | 1                | 0                | 4                     | 0                     | 15    | 0     |
| Athletic Club · España       | Total club    | Total club    | 109   | 2     | 15               | 1                | 7                     | 0                     | 131   | 3     |
| Hellas Verona FC · Italia    | 1.ª           | 2025-26       | 0     | 0     | 0                | 0                | ―                     | ―                     | 0     | 0     |
| Hellas Verona FC · Italia    | Total club    | Total club    | 0     | 0     | 0                | 0                | 0                     | 0                     | 0     | 0     |
| Total carrera                | Total carrera | Total carrera | 240   | 7     | 21               | 1                | 7                     | 0                     | 268   | 8     |

## Vida personal
Es hijo del exfutbolista lucense Abel, que fue defensa central del Barakaldo C. F. en los años 90 y actualmente dueño de un bar en Portugalete. Unai nació en Sestao, donde también cursó estudios de Secundaria, aunque ha vivido siempre en el barrio de Repélega de la localidad de Portugalete. Su hermano Asier (1993), también defensa central, ha jugado en Tercera División en clubes como Portugalete, Cultural Durango, SD Balmaseda y JD Somorrostro y en Territorial Preferente con el Zalla UC.

## Palmarés

### Títulos nacionales
| Título              | Club          | País   | Año  |
| ------------------- | ------------- | ------ | ---- |
| Supercopa de España | Athletic Club | España | 2021 |

### Títulos internacionales
| Título          | Equipo | Sede   | Año  |
| --------------- | ------ | ------ | ---- |
| Eurocopa Sub-21 | España | Italia | 2019 |

### Reconocimientos
| Distinción                                         | Año  |
| -------------------------------------------------- | ---- |
| Seleccionado en el Once de Plata del Fútbol Draft. | 2017 |